# Gunnar Höök
Gunnar Hugo Höök, född 23 oktober 1905 i Gällivare församling, Norrbottens län, död 4 augusti 1975 i Luleå domkyrkoförsamling, Norrbottens län
, var en svensk målare och folkskollärare.
Höök var far till keramikern Astrid Årfelt och morfar till Amalia Årfelt. Höök var som konstnär autodidakt och studerade konst under resor till bland annat Paris och Italien. Hans konst består av landskapsbilder med skärgårdsmotiv.